# Кампања стотину цветова
Кампања Стотину цветова (поједностављени кинески: 百花齐放; традиционални кинески: 百花齐放), био је период 1956. године у Народној Републици Кини током којег је Комунистичка партија Кине охрабривала своје грађане да отворено изразе своје мишљење о комунистичком режиму. 
Различити ставови и решења за националну политику подстакнути су на основу познатог израза председника комунистичке партије Мао Цедонга: "Политика допуштања стотину цветова и стотину школа размишљања је дизајнирана да промовише цветање уметности и напредак науке". Покрет је делимично био одговор на деморализацију интелектуалаца, који су се осећали отуђени од стране Комунистичке партије. 
Након овог кратког периода либерализације, Мао је сакупљене информације користио да угњетава оне који су изазвали комунистички режим. Та репресија се наставила кроз 1957—1959. годину, као кампању против десничара, против оних који су критиковали режим и његову идеологију. Нападани су били јавно критиковани и осуђени у затворске радне кампове. Идеолошки сукоб након пропасти кампање поново је наметнуо маоистичку ортодоксију у јавном изразу и катализирао анти-десничарски покрет.